# Belmin
Belmin est une commune située dans le département de Pouytenga de la province de Kouritenga dans la région du Centre-Est au Burkina Faso.